# Alexandr Jefremovič Bogomolov
Alexandr Jefremovič Bogomolov (rusky Александр Ефремович Богомолов; 1900–1969, Moskva, SSSR) byl sovětský diplomat, mimořádný a zplnomocněný velvyslanec.

## Život
Vystudoval vyšší politickou a vojenskou školu. V letech 1939–1940 byl generálním tajemníkem odpovědným za 1. západní oddělení Lidového komisariátu zahraničních věcí SSSR (NKID). Od 20. března 1940 do 30. června 1941 byl velvyslancem SSSR ve Francii a Vichistické Francii. Po útoku Třetí říše na SSSR a přerušení diplomatických styků se SSSR ze strany Vichistické vlády byl jmenován velvyslancem u exilových vlád Jugoslávie, Řecka a Norska v Londýně (od roku 1942 i u exilových vlád Lucemburska a Belgie, od roku 1943 u vlády Nizozemska v Londýně). Po uzavření dohody Sikorski–Majskij a obnovení diplomatických vztahů mezi SSSR a Polskem byl velvyslancem SSSR u polské exilové vlády. V této funkci zůstal do 26. dubna 1943, kdy SSSR přerušil diplomatické styky s Polskem po objevení masových hrobů obětí katyňského masakru a polská vláda požádala Mezinárodní červený kříž, aby věc prošetřil.
V letech 1943–1944 byl zástupcem SSSR u Francouzského výboru národního osvobození. V diplomatické kariéře pokračoval jako velvyslanec SSSR v Paříži (1944–1950), náměstek ministra zahraničních věcí SSSR (1950–1952), velvyslanec SSSR v Československu (1952–1954) a Itálii (1954–1957). V letech 1957–1962 byl poradcem ministerstva zahraničních věcí SSSR.
Účastnil se konferencí v Teheránu (1943), Jaltě a Postupimi (1945).
Byl vyznamenán Řádem Lenina (1944), Řádem vlastenecké války I. třídy a československým Řádem bílého lva 1. třídy (29. července 1944).